# Just a Little Bit of Peace in My Heart
Just a Little Bit of Peace in My Heart is een lied van de rockgroep Golden Earring uit 1968, toen nog The Golden Earrings geheten.
Tot het laatste optreden in de 21ste eeuw speelde de Haagse formatie dit lied nog regelmatig. Aanleiding van deze compositie van George Kooymans was het verbreken van zijn relatie met zijn vriendin, Melanie Gerritsen, waarvan hij al snel spijt had. Hij schreef Just a Little Bit of Peace in My Heart lichtelijk beïnvloed door MacArthur Park van Jimmy Webb, gezongen door Richard Harris. Het orkestrale arrangement is van Frans Mijts en het werd geproduceerd door Fred Haayen.
In november 1968 behaalde de band de tweede plaats in de Top 40 met deze single. Ze moesten de commerciële rivalen The Cats met Lea voor laten gaan. Just a Little Bit of Peace in My Heart betekende ook persoonlijk geluk voor Kooymans: Melanie kwam bij hem terug, een jaar later trouwde het stel, en in 2019 vierden ze hun vijftigjarig huwelijk.

## Hitnoteringen
| Just a Little Bit of Peace in My Heart in de Nederlandse Top 40 binnen: 16-11-1968 | Just a Little Bit of Peace in My Heart in de Nederlandse Top 40 binnen: 16-11-1968 | Just a Little Bit of Peace in My Heart in de Nederlandse Top 40 binnen: 16-11-1968 | Just a Little Bit of Peace in My Heart in de Nederlandse Top 40 binnen: 16-11-1968 | Just a Little Bit of Peace in My Heart in de Nederlandse Top 40 binnen: 16-11-1968 | Just a Little Bit of Peace in My Heart in de Nederlandse Top 40 binnen: 16-11-1968 | Just a Little Bit of Peace in My Heart in de Nederlandse Top 40 binnen: 16-11-1968 | Just a Little Bit of Peace in My Heart in de Nederlandse Top 40 binnen: 16-11-1968 | Just a Little Bit of Peace in My Heart in de Nederlandse Top 40 binnen: 16-11-1968 | Just a Little Bit of Peace in My Heart in de Nederlandse Top 40 binnen: 16-11-1968 | Just a Little Bit of Peace in My Heart in de Nederlandse Top 40 binnen: 16-11-1968 | Just a Little Bit of Peace in My Heart in de Nederlandse Top 40 binnen: 16-11-1968 |
| Week                                                                               | 1                                                                                  | 2                                                                                  | 3                                                                                  | 4                                                                                  | 5                                                                                  | 6                                                                                  | 7                                                                                  | 8                                                                                  | 9                                                                                  | 10                                                                                 |                                                                                    |
| ---------------------------------------------------------------------------------- | ---------------------------------------------------------------------------------- | ---------------------------------------------------------------------------------- | ---------------------------------------------------------------------------------- | ---------------------------------------------------------------------------------- | ---------------------------------------------------------------------------------- | ---------------------------------------------------------------------------------- | ---------------------------------------------------------------------------------- | ---------------------------------------------------------------------------------- | ---------------------------------------------------------------------------------- | ---------------------------------------------------------------------------------- | ---------------------------------------------------------------------------------- |
| Nummer                                                                             | 17                                                                                 | 6                                                                                  | 2                                                                                  | 3                                                                                  | 4                                                                                  | 5                                                                                  | 6                                                                                  | 12                                                                                 | 13                                                                                 | 25                                                                                 | uit                                                                                |

### Evergreen Top 1000
| Evergreen Top 1000 "Just a Little Bit of Peace in My Heart" | Evergreen Top 1000 "Just a Little Bit of Peace in My Heart" | Evergreen Top 1000 "Just a Little Bit of Peace in My Heart" | Evergreen Top 1000 "Just a Little Bit of Peace in My Heart" | Evergreen Top 1000 "Just a Little Bit of Peace in My Heart" | Evergreen Top 1000 "Just a Little Bit of Peace in My Heart" | Evergreen Top 1000 "Just a Little Bit of Peace in My Heart" | Evergreen Top 1000 "Just a Little Bit of Peace in My Heart" | Evergreen Top 1000 "Just a Little Bit of Peace in My Heart" | Evergreen Top 1000 "Just a Little Bit of Peace in My Heart" | Evergreen Top 1000 "Just a Little Bit of Peace in My Heart" | Evergreen Top 1000 "Just a Little Bit of Peace in My Heart" | Evergreen Top 1000 "Just a Little Bit of Peace in My Heart" | Evergreen Top 1000 "Just a Little Bit of Peace in My Heart" | Evergreen Top 1000 "Just a Little Bit of Peace in My Heart" | Evergreen Top 1000 "Just a Little Bit of Peace in My Heart" | Evergreen Top 1000 "Just a Little Bit of Peace in My Heart" |
| Jaar                                                        | 2008                                                        | 2009                                                        | 2010                                                        | 2011                                                        | 2012                                                        | 2013                                                        | 2014                                                        | 2015                                                        | 2016                                                        | 2017                                                        | 2018                                                        | 2019                                                        | 2020                                                        | 2021                                                        | 2022                                                        | 2023                                                        |
| ----------------------------------------------------------- | ----------------------------------------------------------- | ----------------------------------------------------------- | ----------------------------------------------------------- | ----------------------------------------------------------- | ----------------------------------------------------------- | ----------------------------------------------------------- | ----------------------------------------------------------- | ----------------------------------------------------------- | ----------------------------------------------------------- | ----------------------------------------------------------- | ----------------------------------------------------------- | ----------------------------------------------------------- | ----------------------------------------------------------- | ----------------------------------------------------------- | ----------------------------------------------------------- | ----------------------------------------------------------- |
| Positie                                                     | -                                                           | -                                                           | -                                                           | -                                                           | 939                                                         | -                                                           | -                                                           | 164                                                         | 102                                                         | 86                                                          | 109                                                         | 70                                                          | 85                                                          | 27                                                          | 33                                                          | 32                                                          |

### NPO Radio 2 Top 2000
| Nummer met noteringen in de NPO Radio 2 Top 2000 | '99 | '00 | '01 | '02 | '03 | '04 | '05 | '06 | '07 | '08 | '09 | '10 | '11 | '12 | '13 | '14 | '15 | '16 | '17 | '18 | '19 | '20 | '21 | '22 | '23 | '24 |
| ------------------------------------------------ | --- | --- | --- | --- | --- | --- | --- | --- | --- | --- | --- | --- | --- | --- | --- | --- | --- | --- | --- | --- | --- | --- | --- | --- | --- | --- |
| Just a Little Bit of Peace in My Heart           | 254 | 225 | 361 | 218 | 245 | 272 | 257 | 273 | 436 | 282 | 323 | 353 | 392 | 549 | 419 | 517 | 598 | 631 | 685 | 852 | 711 | 859 | 216 | 491 | 599 | 523 |

1. ↑  Een vetgedrukt getal geeft de hoogste notering aan.

Discografie